# Largie Ramazani
Largie Ramazani (Sint-Agatha-Berchem, 27 februari 2001) is een Belgisch voetballer met Burundese roots. Ramazani is een aanvaller die bij voorkeur als linksbuiten wordt uitgespeeld. Sinds augustus 2024 staat hij onder contract bij Leeds United.

## Clubcarrière

### Jeugd
Ramazani begon zijn jeugdcarrière bij Rapide Club Lebbeke en stapte later over naar RSC Anderlecht. Toen hij daar weinig speeltijd kreeg, verliet hij de club op zijn twaalfde om in Engeland te gaan voetballen. Na vier jaar bij Charlton Athletic te hebben gespeeld, maakte hij in 2017 de overstap naar Manchester United.

### Manchester United
Op 28 november 2019 kreeg hij zijn eerste en enige kans in het eerste elftal in de Europa League-wedstrijd tegen FK Astana, waar hij in de 84e minuut mocht invallen voor James Garner. Manchester United was met een zeer jeugdige kern naar Nur-Sultan getrokken omdat het al geplaatst was voor de volgende ronde. In zijn eerste volledige seizoen in de Premier League 2, de Engelse beloftencompetitie, maakte Ramazani negen goals en gaf hij twee assists.
Ramazani kreeg in 2020 de kans om zijn aflopende contract bij Manchester United te verlengen, maar de vleugelaanvaller koos ervoor om de club op het einde van het seizoen transfervrij te verlaten. Hij vertelde later dat hij ervan overtuigd was dat de club hem zou hebben uitgeleend als hij had bijgetekend.

### UD Almería
In augustus 2020 tekende hij bij de Spaanse tweedeklasser UD Almería. In het seizoen 2021/22 hielp de flankaanvaller met acht goals Almeria aan de titel in de Spaanse tweede klasse.
In augustus 2022 slaagde Ramazani erin om in de Primera División te scoren tegen Real Madrid en Sevilla FC in de Primera División. De wedstrijd tegen Real Madrid op de openingsspeeldag verloor Almería uiteindelijk nog met 1-2, maar tegen Sevilla boekte de promovendus een 2-1-zege.

### Leeds United
In augustus 2024 tekende hij bij de Engelse tweedeklasser Leeds United FC. 

## Clubstatistieken
| Seizoen         | Club              | Land              | Competitie         | Competitie | Competitie | Beker | Beker | Supercup | Supercup | Europees | Europees | Totaal | Totaal |
| Seizoen         | Club              | Land              | Competitie         | Wed.       | Dlp.       | Wed.  | Dlp.  | Wed.     | Dlp.     | Wed.     | Dlp.     | Wed.   | Dlp.   |
| --------------- | ----------------- | ----------------- | ------------------ | ---------- | ---------- | ----- | ----- | -------- | -------- | -------- | -------- | ------ | ------ |
| 2019/20         | Manchester United | Vlag van Engeland | Premier League     | 0          | 0          | 0     | 0     | —        | —        | 1        | 0        | 1      | 0      |
| 2020/21         | UD Almería        | Vlag van Spanje   | Segunda División A | 25         | 4          | 4     | 1     | —        | —        | —        | —        | 29     | 5      |
| 2021/22         | UD Almería        | Vlag van Spanje   | Segunda División A | 30         | 8          | 3     | 1     | —        | —        | —        | —        | 33     | 9      |
| 2022/23         | UD Almería        | Vlag van Spanje   | Primera División   | 6          | 2          | 0     | 0     | —        | —        | —        | —        | 6      | 2      |
| 2023/24         | UD Almería        | Vlag van Spanje   | Primera División   | 29         | 3          | 2     | 1     | —        | —        | —        | —        | 32     | 4      |
| 2024/25         | UD Almería        | Vlag van Spanje   | Primera División   | 1          | 1          | 0     | 0     | —        | —        | —        | —        | 1      | 1      |
| 2024/25         | Leeds United FC   | Vlag van Engeland | Championship       | 6          | 2          | 0     | 0     | —        | —        | —        | —        | 6      | 2      |
| Carrière totaal | Carrière totaal   | Carrière totaal   | Carrière totaal    | 97         | 20         | 9     | 3     | 0        | 0        | 1        | 0        | 108    | 23     |

Bijgewerkt op 18 oktober 2024.

## Interlandcarrière
In mei 2022 ontving Ramazani zijn eerste officiële selectie voor de Belgische beloften naar aanleiding van de EK-kwalificatiewedstrijd tegen Schotland, die overigens overbodig was aangezien Belgiê al geplaatst was voor het EK. Een jaar eerder had Ramazani met de Belgische beloften al deelgenomen aan een stage in Genk. Ramazani keerde uiteindelijk nog voor de interland terug naar Spanje wegens een blessure.
Op 23 september 2022 maakte Ramazani zijn interlanddebuut voor de Belgische beloften: in een vriendschappelijke interland tegen Nederland (1-2-nederlaag) liet bondscoach Jacky Mathijssen hem starten. Ramazani was een van de zes spelers die tijdens de rust gewisseld werden. Drie dagen later liet Mathijssen hem starten tegen Frankrijk, die eindigde in een 2-2-gelijkspel. Ramazani opende in deze wedstrijd de score op aangeven van Jeremy Doku.